# Liste des aéroports au Canada (LM)
Il s'agit d'une liste alphabétique des aéroports et des aérodromes héliport au Canada. Ils sont énumérés dans le format: 
1. Nom de l'aéroport comme indiqué dans l'un des Supplément de vol-Canada (CSA) ou par l'autorité aéroportuaire, éventuellement suivi par d'autres nom,
2. Code OACI (Organisation de l'aviation civile internationale)
3. Code Transports Canada Lieu identifiant (LID TC) : le « TC LID » est le « lieu d'identification » donné par Transports Canada, représentant le nom et le lieu d'un aéroport. C'est une aide de direction pour aider la circulation aérienne, les télécommunications et les programmes d'ordinateur.
4. Code IATA (Association internationale du transport aérien)
5. Communauté et province.

Les aéroports qui font partie du réseau national des aéroports sont en caractères gras. 
Vu sa longueur, la liste a été découpée, voir aussi : 
A - B • 
C - D •
E - G •
H - K •
L - M •
N - Q •
R - S •
T - Z

## L
| Nom de l'aéroport                                      | OACI | TC LID | IATA | Communauté et la province                  |
| ------------------------------------------------------ | ---- | ------ | ---- | ------------------------------------------ |
| Aéroport La Biche River                                |      | CFP6   |      | La Biche River, Yukon                      |
| Aéroport La Crete                                      |      | CFN5   |      | La Crête, Alberta                          |
| Aéroport La Grande Rivière                             | CYGL |        | YGL  | Radisson, Québec                           |
| Aéroport La Grande-3                                   | CYAD |        |      | La Grande-3 generating station, Québec     |
| Aéroport La Grande-4                                   | CYAH |        | YAH  | La Grande-4 generating station, Québec     |
| Hydroaérodrome La Grande-4/Lac de la Falaise           |      | CLB6   |      | Lac Berthelot, Québec                      |
| Aéroport La Loche                                      |      | CJL4   |      | La Loche, Saskatchewan                     |
| Hydroaérodrome La Loche                                |      | CJY9   |      | La Loche, Saskatchewan                     |
| Aéroport La Romaine                                    |      | CTT5   |      | La Romaine, Québec                         |
| Aéroport La Ronge (Barber Field)                       | CYVC |        | YVC  | La Ronge, Saskatchewan                     |
| Héliport La Ronge                                      |      | CJX3   |      | La Ronge, Saskatchewan                     |
| Hydroaérodrome La Ronge                                |      | CJZ9   |      | La Ronge, Saskatchewan                     |
| Aéroport La Sarre                                      |      | CSR8   | SSQ  | La Sarre, Québec                           |
| Héliport La Sarre                                      |      | CSL2   |      | La Sarre, Québec                           |
| Aéroport La Tabatière                                  |      | CTU5   | ZLT  | La Tabatière, Québec                       |
| Aéroport de La Tuque                                   | CYLQ |        | YLQ  | La Tuque, Québec                           |
| Hydroaérodrome La Tuque                                |      | CTH6   |      | La Tuque, Québec                           |
| Aéroport Lac Agile (Mascouche)                         |      | CSA2   |      | Mascouche, Québec                          |
| Hydroaérodrome Lac Beauregard                          |      | CTN3   |      | Lac Beauregard, Québec                     |
| Hydroaérodrome Lac Berthelot                           |      | CTS3   |      | Lac Berthelot, Québec                      |
| Aéroport Lac Brochet                                   | CZWH |        | XLB  | Lac Brochet, Manitoba                      |
| Hydroaérodrome Lac du Bonnet (North)                   |      | CJS9   |      | Lac du Bonnet, Manitoba                    |
| Aéroport Lac du Bonnet                                 | CYAX |        |      | Lac du Bonnet, Manitoba                    |
| Aéroport Lac Etchemin                                  |      | CSC5   |      | Lac-Etchemin, Québec                       |
| Hydroaérodrome Lac Gobeil                              |      | CCG2   |      | Lac Gobeil, Québec                         |
| Hydroaérodrome Lac Kaiagamac                           |      | CSF8   |      | Lac Kaiagamac, Québec                      |
| Aéroport Lac La Biche                                  | CYLB |        |      | Lac La Biche, Alberta                      |
| Hydroaérodrome Lac La Croix                            |      | CJU9   |      | Lac La Croix, Ontario                      |
| Hydroaérodrome Lac Pau (Caniapiscau)                   |      | CTP4   |      | Caniapiscau, Québec                        |
| Hydroaérodrome Lac Sébastien                           |      | CTD3   |      | Lac Sébastien, Québec                      |
| Hydroaérodrome Lac Sept-Îles                           |      | CSP8   |      | Lac Sept-Îles, Québec                      |
| Hydroaérodrome Lac Trévet                              |      | CTX2   |      | Lac Trévet, Québec                         |
| Hydroaérodrome Lac-à-Beauce                            |      | CSS7   |      | Lac-à-Beauce, Québec                       |
| Aéroport Lac-à-la-Tortue                               |      | CSL3   |      | Lac-à-la-Tortue, Québec                    |
| Hydroaérodrome Lac-à-la-Tortue                         |      | CSU7   |      | Lac-à-la-Tortue, Québec                    |
| Hydroaérodrome Lac-des-Écorces                         |      | CTV2   |      | Lac-des-Écorces, Québec                    |
| Hydroaérodrome Lac-des-Îles                            |      | CSA9   |      | Lac-des-Îles, Québec                       |
| Aéroport Lachute                                       |      | CSE4   |      | Lachute, Québec                            |
| Aéroport Lacombe                                       |      | CEG3   |      | Lacombe, Alberta                           |
| Héliport Lacombe (Mustang Helicopters)                 |      | CMH3   |      | Lacombe, Alberta                           |
| Hydroaérodrome Lake Muskoka/Alport Bay                 |      | CLM3   |      | Bracebridge, Ontario                       |
| Hydroaérodrome Lake Muskoka/Dudley Bay                 |      | CNT5   |      | Bala, Ontario                              |
| Hydroaérodrome Lake Muskoka/Mortimer's Point           |      | CNC7   |      | Port Carling, Ontario                      |
| Hydroaérodrome Lake Muskoka South                      |      | CHM5   |      | Lake Muskoka, Ontario                      |
| Hydroaérodrome Lake Rosseau/Arthurlie Bay              |      | CPF9   |      | Port Carling, Ontario                      |
| Hydroaérodrome Lake Rosseau/Cameron Bay                |      | CPQ6   |      | Rosseau, Ontario                           |
| Hydroaérodrome Lake Rosseau/Windermere                 |      | CNP2   |      | Windermere, Ontario                        |
| Aéroport Lake Simcoe Regional                          | CYLS |        |      | Barrie, Ontario                            |
| Héliport Lamont (Health Care Centre)                   |      | CLM4   |      | Lamont, Alberta                            |
| Aéroport Lampman                                       |      | CJQ2   |      | Lampman, Saskatchewan                      |
| Village aéronautique Lancaster                         |      | CLA6   |      | Lancaster, Ontario                         |
| Hydroaérodrome Langille Lake                           |      | CLL2   |      | Langille Lake, Nouvelle-Écosse             |
| Héliport Langley (Russell Farm)                        |      | CRF2   |      | Langley, Colombie-Britannique              |
| Aéroport Langley Regional (Aéroport Langley)           | CYNJ |        | YNJ  | Langley, Colombie-Britannique              |
| Aéroport Lanigan                                       |      | CKC6   |      | Lanigan, Saskatchewan                      |
| Aéroport Lansdowne House                               | CYLH |        | YLH  | Lansdowne House, Ontario                   |
| Hydroaérodrome Lasqueti Island/False Bay               |      | CAT7   |      | Lasqueti Island, Colombie-Britannique      |
| Aérodrome Laurel/Whittington                           |      | CLW3   |      | Laurel/Whittington, Ontario                |
| Aéroport Laurie River                                  |      | CJC8   |      | Laurie River, Manitoba                     |
| Aéroport Leader                                        |      | CJD5   |      | Leader, Saskatchewan                       |
| Aéroport Leaf Rapids                                   | CYLR |        | YLR  | Leaf Rapids, Manitoba                      |
| Hydroaérodrome Leaf Rapids                             |      | CKA3   |      | Leaf Rapids, Manitoba                      |
| Aéroport Leamington                                    |      | CLM2   |      | Leamington, Ontario                        |
| Leask Aéroport                                         |      | CJH8   |      | Leask, Saskatchewan                        |
| Aéroport Lebel-sur-Quévillon                           |      | CSH4   | YLS  | Lebel-sur-Quévillon, Québec                |
| Aéroport Lefroy                                        |      | CPQ4   |      | Lefroy, Ontario                            |
| Aéroport Lemberg                                       |      | CKJ9   |      | Lemberg, Saskatchewan                      |
| Aéroport Lennoxville (Airview)                         |      | CTQ4   |      | Lennoxville, Québec                        |
| Aéroport Leoville                                      |      | CJT9   |      | Leoville, Saskatchewan                     |
| Héliport Leslieville/W. Pidhirney Residence            |      | CWP3   |      | Leslieville, Alberta                       |
| Lethbridge (Chinook Regional Hospital) (Heli)          |      | CLH4   |      | Lethbridge, Alberta                        |
| Aéroport Lethbridge County (Aéroport Lethbridge)       | CYQL |        | YQL  | Lethbridge, Alberta                        |
| Aérodrome Lethbridge/Anderson                          |      | CLA5   |      | Lethbridge, Alberta                        |
| Aéroport Lethbridge (Gunnlaugson)                      | CGN3 |        |      | Lethbridge, Alberta                        |
| Aérodrome Lethbridge (Mercer Field)                    |      | CMF3   |      | Lethbridge, Alberta                        |
| Aérodrome Lethbridge (Terrain d'aviation J3)           |      | CLJ3   |      | Lethbridge, Alberta                        |
| Aérodrome Liege/CNRL                                   |      | CLG3   |      | Liege, Alberta                             |
| Aérodrome Likely                                       |      | CAX5   |      | Likely, Colombie-Britannique               |
| Héliport Lillooet (Caribou Chilcotin)                  |      | CBP5   |      | Lillooet, Colombie-Britannique             |
| Aéroport Lillooet                                      |      | CAR3   |      | Lillooet, Colombie-Britannique             |
| Aéroport Lindsay                                       |      | CNF4   |      | Lindsay, Ontario                           |
| Aéroport Listowel                                      |      | CPN5   |      | Listowel, Ontario                          |
| Aéroport Little Bear Lake                              |      | CKL6   |      | Little Bear Lake, Saskatchewan             |
| Aérodrome Little Churchill River/Dunlop's Fly In Lodge |      | CJN7   |      | Little Church River, Manitoba              |
| Héliport Little Current (Manitoulin Health Centre)     |      | CNT4   |      | Little Current, Ontario                    |
| Hydroaérodrome Little Current                          |      | CNZ9   |      | Little Current, Ontario                    |
| Aéroport Little Grand Rapids                           | CZGR |        | ZGR  | Little Grand Rapids, Manitoba              |
| Héliport Little Parker Island                          |      | CBK9   |      | Little Parker Island, Colombie-Britannique |
| Héliport Liverpool (Queens General Hospital)           |      | CLQ2   |      | Liverpool, Nouvelle-Écosse                 |
| Aéroport Liverpool/South Shore Regional                | CYAU |        |      | Liverpool, Nouvelle-Écosse                 |
| Aéroport Lloydminster                                  | CYLL |        | YLL  | Lloydminster, Alberta                      |
| Héliport London (University Hospital)                  |      | CPR4   |      | London, Ontario                            |
| Héliport London (Victoria Hospita                      |      | CPW2   |      | London, Ontario                            |
| Aéroport international de London (Aéroport de London)  | CYXU |        | YXU  | London, Ontario                            |
| Aéroport London/Chapeskie Field                        |      | CLC2   |      | London, Ontario                            |
| Héliport Long Pond                                     |      | CCX2   |      | Foxtrap, Terre-Neuve-et-Labrador           |
| Terrain d'aviation Loon Creek                          | CLC4 |        |      | Markinch, Saskatchewan                     |
| Aéroport Loon Lake                                     |      | CJW3   |      | Loon Lake, Saskatchewan                    |
| Aéroport Loon River                                    |      | CFS6   |      | Loon River, Alberta                        |
| Aéroport Louiseville                                   |      | CSJ4   |      | Louiseville, Québec                        |
| Aéroport Lourdes-de-Blanc-Sablon                       | CYBX |        | YBX  | Blanc-Sablon, Québec                       |
| Aéroport Lourdes-de-Joliette                           |      | CSE3   |      | Lourdes-de-Joliette (Québec), Québec       |
| Aéroport Lower East Pubnico (La Field)                 |      | CLE4   |      | Lower East Pubnico, Nouvelle-Écosse        |
| Aéroport Lucan                                         |      | CPS4   |      | Lucan, Ontario                             |
| Village aéronautique Lucknow                           |      | CLK3   |      | Lucknow, Ontario                           |
| Aéroport Lucky Lake                                    |      | CKQ5   |      | Lucky Lake, Saskatchewan                   |
| Aéroport Lumsden (Colhoun)                             |      | CKH8   |      | Lumsden, Saskatchewan                      |
| Aérodrome Disley                                       |      | CDS2   |      | Lumsden, Saskatchewan                      |
| Aéroport Lundar                                        |      | CKR4   |      | Lundar, Manitoba                           |
| Aéroport Luseland                                      |      | CJR2   |      | Luseland, Saskatchewan                     |
| Aéroport Lutselk'e                                     | CYLK |        |      | Lutselk'e, Territoires du Nord-Ouest       |
| Hydroaérodrome Lutselk'e                               |      | CEB9   |      | Lutselk'e, Territoires du Nord-Ouest       |
| Hydroaérodrome Lynn Lake (Eldon Lake)                  |      | CKD3   |      | Lynn Lake, Manitoba                        |
| Aéroport Lynn Lake                                     | CYYL |        | YYL  | Lynn Lake, Manitoba                        |

## M
| Nom de l'aéroport                                                                            | OACI | TC LID | IATA | Communauté et la province               |
| -------------------------------------------------------------------------------------------- | ---- | ------ | ---- | --------------------------------------- |
| Aéroport Mabel Lake                                                                          |      | CBF9   |      | Mabel Lake, Colombie-Britannique        |
| Hydroaérodrome Mac Tier/Francis Island                                                       |      | CPZ7   |      | Mac Tier, Ontario                       |
| Aéroport Macdonald                                                                           |      | CJU3   |      | MacDonald, Manitoba                     |
| Aéroport international Macdonald-Cartier (Aéroport international Macdonald-Cartier d'Ottawa) | CYOW |        | YOW  | Ottawa, Ontario                         |
| Aéroport MacGregor                                                                           |      | CKF6   |      | MacGregor, Manitoba                     |
| Aéroport Mackenzie                                                                           | CYZY |        | YZY  | Mackenzie, Colombie-Britannique         |
| Aéroport Macklin                                                                             |      | CJJ8   |      | Macklin, Saskatchewan                   |
| Aéroport Macmillan Pass                                                                      |      | CFC4   |      | Macmillan Pass, Yukon                   |
| Village aéronautique Madawaska Valley (Village aéronautique Barry's Bay/Madawaska Valley)    |      | CNZ4   |      | Barry's Bay, Ontario                    |
| Héliport Madrona Bay                                                                         |      | CBW9   |      | Madrona, Colombie-Britannique           |
| Aérodrome Maidstone                                                                          |      | CJH3   |      | Maidstone, Saskatchewan                 |
| Aéroport Makkovik                                                                            | CYFT |        | YMN  | Makkovik, Terre-Neuve-et-Labrador       |
| Aéroport Malcolm Island                                                                      |      | CJS2   |      | Malcolm Island, Saskatchewan            |
| Aérodrome Manic-5                                                                            |      | CMN5   |      | Manicouagan, Québec                     |
| Hydroaérodrome Manicouagan/Lac Louise                                                        |      | CSH8   |      | Manicougan, Québec                      |
| Aéroport Manitou                                                                             |      | CKG5   |      | Manitou, Manitoba                       |
| Héliport Manitouwadge (General Hospital)                                                     |      | CPU4   |      | Manitouwadge, Ontario                   |
| Aéroport Manitouwadge                                                                        | CYMG |        | YMG  | Manitouwadge, Ontario                   |
| Hydroaérodrome Manitowaning                                                                  |      | CPJ9   |      | Manitowaning, Ontario                   |
| Aéroport Manitowaning/Manitoulin East Municipal                                              | CYEM |        | YEM  | Manitowaning, Ontario                   |
| Aéroport Maniwaki                                                                            | CYMW |        | YMW  | Maniwaki, Québec                        |
| Hydroaérodrome Maniwaki/Blue Sea Lake                                                        |      | CSM6   |      | Maniwaki, Québec                        |
| Aéroport Manning                                                                             |      | CFX4   |      | Manning, Alberta                        |
| Aéroport Mansfield                                                                           |      | CPV4   |      | Mansfield, Ontario                      |
| Hydroaérodrome Mansons Landing                                                               |      | CAV7   |      | Mansons Landing, Colombie-Britannique   |
| Aéroport Mansonville                                                                         |      | CSK4   |      | Mansonville, Québec                     |
| Aéroport Maple Creek                                                                         |      | CJQ4   |      | Maple Creek, Saskatchewan               |
| Héliport Marathon (Wilson Memorial Hospital)                                                 |      | CPX2   |      | Marathon, Ontario                       |
| Aérodrome Marathon                                                                           | CYSP |        | YSP  | Marathon, Ontario                       |
| Aéroport Marek Farms                                                                         |      | CFF9   |      | Marek Farms, Alberta                    |
| Aéroport Margaree                                                                            |      | CCZ4   |      | Margaree, Nouvelle-Écosse               |
| Aéroport Margaret Lake                                                                       |      | CFV6   |      | Margaret Lake, Alberta                  |
| Héliport Markdale (Centre Grey General Hospital)                                             |      | CPD9   |      | Markdale, Ontario                       |
| Aérodrome Markerville/Safron Farms                                                           | CSF5 |        |      | Markerville, Alberta                    |
| Aéroport Markham (Aéroport Toronto/Markham)                                                  |      | CNU8   |      | Markham, Ontario                        |
| Aérodrome Mary River                                                                         |      | CMR2   |      | Mary River, Nunavut                     |
| Aéroport Mary's Harbour                                                                      | CYMH |        | YMH  | Mary's Harbour, Terre-Neuve-et-Labrador |
| Aéroport Masset                                                                              | CZMT |        | ZMT  | Masset, Colombie-Britannique            |
| Hydroaérodrome Masset                                                                        |      | CBN4   |      | Masset, Colombie-Britannique            |
| Aéroport Matagami                                                                            | CYNM |        | YNM  | Matagami, Québec                        |
| Hydroaérodrome Matagami                                                                      |      | CSW8   |      | Matagami, Québec                        |
| Aéroport Matane                                                                              | CYME |        | YME  | Matane, Québec                          |
| Aéroport Matheson Island                                                                     |      | CJT2   |      | Matheson Island, Manitoba               |
| Aérodrome Matawatchan                                                                        |      | CMW3   |      | Matawatchan, Ontario                    |
| Aérodrome Matoush                                                                            |      | CRS7   |      | Matoush Uranium Mine, Québec            |
| Aéroport Mattawa                                                                             |      | CMA2   |      | Mattawa, Ontario                        |
| Hydroaérodrome Mattawa                                                                       |      | CPT7   |      | Mattawa, Ontario                        |
| Aérodrome Maxville (Bourdon Farm)                                                            | CMB7 |        |      | Maxville, Ontario                       |
| Héliport Mayerthorpe (Healthcare Centre)                                                     |      | CMC3   |      | Mayerthorpe, Alberta                    |
| Aéroport Mayerthorpe                                                                         |      | CEV5   |      | Mayerthorpe, Alberta                    |
| Héliport Mayne Island (Medical Emergency)                                                    |      | CBF5   |      | Mayne Island, Colombie-Britannique      |
| Hydroaérodrome Mayne Island                                                                  |      | CAW7   |      | Mayne Island, Colombie-Britannique      |
| Aéroport Mayo                                                                                | CYMA |        | YMA  | Mayo, Yukon                             |
| Aéroport McArthur River                                                                      |      | CKQ8   |      | McArthur River, Saskatchewan            |
| Aérodrome McBride/Charlie Leake Field                                                        |      | CAV4   |      | McBride, Colombie-Britannique           |
| Aéroport McCreary                                                                            |      | CJR8   |      | McCreary, Manitoba                      |
| Hydroaérodrome McGavock Lake                                                                 |      | CKJ3   |      | McGavock Lake, Manitoba                 |
| McGill Field (Aéroport Brandon, Aéroport Municipal de Brandon)                               | CYBR |        | YBR  | Brandon, Manitoba                       |
| Aéroport McQuesten                                                                           |      | CFP4   |      | McQuesten, Yukon                        |
| Aérodrome Meadowbank                                                                         |      | CMB2   |      | Meadowbank Gold Mine, Nunavut           |
| Aéroport Meadow Lake (Saskatchewan)                                                          | CYLJ |        | YLJ  | Meadow Lake, Saskatchewan               |
| Héliport Meaford (General Hospital)                                                          |      | CPA7   |      | Meaford, Ontario                        |
| Aéroport Medicine Hat                                                                        | CYXH |        | YXH  | Medicine Hat, Alberta                   |
| Aéroport Medicine Hat/Schlenker                                                              |      | CFZ3   |      | Medicine Hat, Alberta                   |
| Aérodrome Melbourne                                                                          |      | CNM2   |      | Melbourne, Ontario                      |
| Aérodrome Melfort (Miller Field)                                                             |      | CJZ3   |      | Melfort, Saskatchewan                   |
| Aéroport Melita                                                                              |      | CJT5   |      | Melita, Manitoba                        |
| Aéroport Melville Municipal                                                                  |      | CJV9   |      | Melville, Saskatchewan                  |
| Aéroport Merritt (Saunders Field)                                                            |      | CAD5   | YMB  | Merritt, Colombie-Britannique           |
| Héliport Middleton (Soldiers Memorial Hospital)                                              |      | CMS2   |      | Middleton, Nouvelle-Écosse              |
| Héliport Midland (Huronia District Hospital)                                                 |      | CPW6   |      | Midland, Ontario                        |
| Aéroport Midland/Huronia                                                                     | CYEE |        | YEE  | Midland, Ontario                        |
| Aérodrome Midway                                                                             |      | CBM6   |      | Midway, Colombie-Britannique            |
| Aéroport Milk River                                                                          |      | CEW5   |      | Milk River, Alberta                     |
| Aérodrome Millet/Creekview                                                                   | CRK2 |        |      | Millet, Alberta                         |
| Héliport Mills Memorial Hospital (Héliport Terrace (Mills Memorial Hospital))                |      | CBU5   |      | Terrace, Colombie-Britannique           |
| Héliport Milton (AFI)                                                                        |      | CMH2   |      | Milton, Ontario                         |
| Héliport Milton (District Hospital)                                                          |      | CPY2   |      | Milton, Ontario                         |
| Aéroport Miminiska                                                                           |      | CPS5   |      | Miminiska, Ontario                      |
| Hydroaérodrome Miminiska                                                                     |      | CMA4   |      | Miminiska, Ontario                      |
| Hydroaérodrome Minaki/Pistol Lake                                                            |      | CKP3   |      | Minaki, Ontario                         |
| Héliport Mindemoya (Hospital)                                                                |      | CNW4   |      | Mindemoya, Ontario                      |
| Héliport Minden (Hospital)                                                                   |      | CMI2   |      | Minden, Ontario                         |
| Aéroport Minnedosa                                                                           |      | CJU5   |      | Minnedosa, Manitoba                     |
| Hydroaérodrome Minstrel Island                                                               |      | CAX7   |      | Minstrel Island, Colombie-Britannique   |
| Aérodrome Minto                                                                              |      | CMN4   |      | Minto Mine, Yukon                       |
| Aéroport Miramichi                                                                           | CYCH |        | YCH  | Miramichi, Nouveau-Brunswick            |
| Héliport Misericordia Community Hospital                                                     |      | CMC2   |      | Edmonton, Alberta                       |
| Hydroaérodrome Mistissini                                                                    |      | CSE6   |      | Mistissini, Québec                      |
| Aéroport Mobil Bistcho                                                                       |      | CFV3   |      | Mobil Bistcho, Alberta                  |
| Aéroport Molson Lake                                                                         |      | CKJ8   |      | Molson Lake, Manitoba                   |
| Aéroport Moncton/Aéroport international du Grand Moncton                                     | CYQM |        | YQM  | Moncton, Nouveau-Brunswick              |
| Aéroport Moncton/McEwen                                                                      |      | CCG4   |      | Moncton, Nouveau-Brunswick              |
| Héliport Moncton/Sailsbury                                                                   |      | CDB5   |      | Moncton, Nouveau-Brunswick              |
| Hydroaérodrome Montebello                                                                    |      | CSB6   |      | Montebello, Québec                      |
| Aéroport Mont-Joli                                                                           | CYYY |        | YYY  | Mont-Joli, Québec                       |
| Aéroport Mont-Laurier                                                                        |      | CSD4   |      | Mont-Laurier, Québec                    |
| Aéroport Montmagny                                                                           |      | CSE5   |      | Montmagny, Québec                       |
| Héliport Montréal (Bell)                                                                     |      | CSW5   |      | Montréal, Québec                        |
| Héliport Montréal (Sacre-Cœur)                                                               |      | CSZ8   |      | Montréal, Québec                        |
| Héliport Montréal East (AIM)                                                                 |      | CSH9   |      | Montréal, Québec                        |
| Aéroparc Montréal/Île Perrot                                                                 |      | CSP6   |      | Montréal, Québec                        |
| Hydroaéroport Montréal/Boisvert & Fils                                                       |      | CSA4   |      | Montréal, Québec                        |
| Héliport Montréal/Kruger                                                                     |      | CSN2   |      | Montréal, Québec                        |
| Héliport Montréal/Laval (Artopex Plus)                                                       |      | CLP2   |      | Montréal, Québec                        |
| Héliport Montréal/Laval (Évasion Hélicoptère)                                                | CEH8 |        |      | Montréal, Québec                        |
| Aéroport Montréal/Les Cèdres                                                                 |      | CSS3   |      | Les Cèdres, Québec                      |
| Héliport Montréal/Les Cèdres                                                                 |      | CSH6   |      | Montréal, Québec                        |
| Héliport Montréal/Longueuil (Centre Hospitalier Pierre-Boucher)                              |      | CCH5   |      | Montréal, Québec                        |
| Héliport Montréal/Marina Venise                                                              |      | CST2   |      | Montréal, Québec                        |
| Hydroaéroport Montréal/Marina Venise                                                         |      | CST8   |      | Montréal, Québec                        |
| Aéroport Montréal/Mascouche                                                                  |      | CSK3   |      | Mascouche, Québec                       |
| Aéroport Montréal/Saint-Hubert                                                               | CYHU |        | YHU  | Longueuil, Québec                       |
| Héliport Montréal/Point Zero                                                                 |      | CPZ6   |      | Montréal, Québec                        |
| Héliport Montréal/Saint-Hubert Helicraft                                                     |      | CTG2   |      | Montréal, Québec                        |
| Aérodrome Montréal/Saint-Lazare                                                              |      | CST3   |      | Saint-Lazare, Québec                    |
| Aéroport international Montréal-Mirabel                                                      | CYMX |        | YMX  | Montréal, Québec                        |
| Aéroport international Pierre-Elliott-Trudeau de Montréal                                    | CYUL |        | YUL  | Montréal, Québec                        |
| Hydroaérodrome Mont-Tremblant/Lac Duhamel                                                    |      | CSE8   |      | Mont-Tremblant, Québec                  |
| Aéroport Mont-Tremblant/Saint-Jovite                                                         |      | CSZ3   |      | Saint-Jovite, Québec                    |
| Héliport Mont-Tremblant/Saint-Jovite Héli-Tremblant                                          |      | CHT3   |      | Saint-Jovite, Québec                    |
| Héliport Moose Factory                                                                       |      | CPN3   |      | Moose Factory, Ontario                  |
| Aéroport Moose Jaw Municipal                                                                 |      | CJS4   |      | Moose Jaw, Saskatchewan                 |
| Moose Jaw/Air Vice Marshal C.M. McEwen (CFB Moose Jaw)                                       | CYMJ |        | YMJ  | Moose Jaw, Saskatchewan                 |
| Aéroport Moose Lake (Lodge)                                                                  |      | CAS2   |      | Moose Lake, Colombie-Britannique        |
| Hydroaérodrome Moose Lake (Lodge)                                                            |      | CBE8   |      | Moose Lake, Colombie-Britannique        |
| Aéroport Moosomin/Marshall McLeod Field                                                      |      | CJB5   |      | Moosomin, Saskatchewan                  |
| Aéroport Moosonee                                                                            | CYMO |        | YMO  | Moosonee, Ontario                       |
| Hydroaérodrome Moosonee                                                                      |      | CNB7   |      | Moosonee, Ontario                       |
| Aérodrome Morden Regional                                                                    |      | CJA3   |      | Morden, Manitoba                        |
| Aéroport Morrisburg                                                                          |      | CNS8   |      | Morrisburg, Ontario                     |
| Héliport Mount Belcher                                                                       |      | CMBH   |      | Mount Belcher, Colombie-Britannique     |
| Héliport Mount Forest (Louise Marshall Hospital)                                             |      | CPA2   |      | Mount Forest, Ontario                   |
| Aéroport Mule Creek                                                                          |      | CBS4   |      | Mule Creek, Colombie-Britannique        |
| Hydroaérodrome Muncho Lake/Mile 462                                                          |      | CBF8   |      | Muncho Lake, Colombie-Britannique       |
| Aéroport Muskeg Tower                                                                        |      | CFW4   |      | Muskeg Tower, Alberta                   |
| Aéroport Muskoka                                                                             | CYQA |        | YQA  | Muskoka, Ontario                        |
| Aéroport Muskrat Dam                                                                         | CZMD |        | MSA  | Muskrat Dam, Ontario                    |